# 教化総動員運動
教化総動員運動（きょうかそうどういんうんどう）は、第一次世界大戦後の諸問題を「経済国難」「思想国難」として位置づけて、国民の教化によって克服しようとした運動。映画・ラジオなどの新興メディアの利用や後の国民精神総動員運動のモデルとなったことで知られている。

## 概要
第一次世界大戦後の経済不況と社会主義の高揚、更に関東大震災の発生は、深刻な社会不安を起こした。政府は関東大震災直後に国民精神作興ニ関スル詔書を出して国民教化の推進を打ち出したが、濱口内閣が金解禁および緊縮財政を行うのと並行して、新たな国民教化運動推進を図った。
すなわち、1929年（昭和4年）8月に小橋一太文部大臣が、「国体観念の明徴と国民精神の作興」「経済生活の改善と国力培養」を目指した国民運動として教化総動員運動を提唱した。小橋は神社参拝・国旗掲揚・虚礼廃止・禁酒禁煙などを国民に行わせ、天皇崇拝の喚起と国民の消費の抑制と倹約の推進を図ろうとした。更にこれまでバラバラに活動してきた在郷軍人会・愛国婦人会・青年団・宗教団体を府県や市町村を介在させて連携させ、そのために府県・あるいは市町村に「教化総動員委員会」を立ち上げさせた。更にポスター・パンフレット・ビラのような既存の宣伝手段のみならず、映画やラジオを用いた普及工作を図った。
ところが、運動が具体化する矢先の同年11月に越後鉄道疑獄事件によって小橋が辞任し、運動そのものは尻すぼみで終わることになった。